# Pezizella parilis
Pezizella parilis är en lavart som först beskrevs av Petter Adolf Karsten, och fick sitt nu gällande namn av Dennis 1956. Pezizella parilis ingår i släktet Pezizella och familjen Hyaloscyphaceae.   Inga underarter finns listade i Catalogue of Life.
I den svenska databasen Dyntaxa används istället namnet Calycina parilis för samma taxon.  Arten är reproducerande i Sverige.